# ザンビアの国章
ザンビアの国章（ザンビアのこくしょう）は、ザンビア共和国として独立を達成した1964年10月24日に制定された。この国章はザンビアがイギリス植民地の北ローデシアだった1927年に採用されたものを修正したものである。また、ローデシア・ニヤサランド連邦の国章にも一部採用されていた。
国章の中のサンショクウミワシは自由と国家の明るい未来のシンボルである。盾の紋様は白い水が黒い岩の上を流れ落ちていくヴィクトリアの滝の様子を象徴している。また、黒色はアフリカの人々とザンビアの国名の元となったザンベジ川をも表している。国章には鉱山の採掘施設や農業機具やトウモロコシが描かれ、ザンビアの天然資源を象徴している。盾はザンビア人の男女が支えている。下部にはザンビアの国の標語である「ONE ZAMBIA, ONE NATION（1つのザンビア、1つの国）」が記され、部族間の平和と団結を表している。

イギリス領時代の北ローデシアの紋章（1939年-1953年）
イギリス領時代のローデシア・ニヤサランド連邦の紋章（1953年-1963年）